# IV Съезд народных депутатов СССР
IV Съезд народных депутатов СССР состоялся 17—27 декабря 1990 года.

## Основные решения
Одним из основных вопросов четвёртого съезда народных депутатов СССР (17—27 декабря 1990) стало сохранение СССР как союзного государства. Президентский совет СССР был упразднён. Кабинет министров подчинялся Президенту. Была принята конституционная реформа Горбачева, а также решениями съезда было сохранено его название, объявлено о проведении референдума о сохранении самого государства, как «обновлённой федерации равноправных суверенных республик». С этой целью был принят закон о всенародном голосовании (референдуме) СССР. Съезд учредил пост вице-президента, на который был избран Г. И. Янаев. В. Ф. Яковлев избран председателем Высшего арбитражного суда, Н. С. Трубин утвержден Генеральным прокурором СССР.
Съезд проходил в напряжённой атмосфере: уже 17 декабря 1990 года депутат Сажи Умалатова выступила с требованием к М. С. Горбачёву добровольно сложить с себя полномочия Президента СССР и уйти в отставку.
На съезде министр иностранных дел СССР Эдуард Шеварднадзе выступил с разоблачением консервативных сил и в поддержку курса Михаила Горбачева. Во время своего выступления он объявил о своей отставке.
24 декабря 1553 голосами (69,3 % депутатов) было принято решение о проведении всесоюзного референдума по вопросу о частном землевладении, что руководство РСФСР оценило как попытку заблокировать аграрную реформу. 
На съезде также был учрежден Совет Безопасности СССР. Были утверждены Генеральный прокурор СССР и Главный государственный арбитр СССР.

### Съезды народных депутатов СССР
- I Съезд: 25 мая — 9 июня 1989
- II Съезд: 12 декабря — 24 декабря 1989
- III Съезд: 12 марта — 15 марта 1990
- IV Съезд: 17 декабря — 26 декабря 1990
- V Съезд: 2 сентября — 5 сентября 1991